# Onilahy (rivier)
De Onilahy is een rivier in Toliara in het zuiden van Madagaskar. Ze ontspringt in de buurt van Betroka en stroomt via de Straat Mozambique naar de Baai van Saint-Augustin waarin ze uitmondt.
Het rivierbekken herbergt twee endemische diersoorten, met name de cichliden Ptychochromis onilahy, die waarschijnlijk intussen is uitgestorven, en de Ptychochromoides betsileanus, die nog maar schaars voorkomt.